# Ophidiaster perrieri
Ophidiaster perrieri är en sjöstjärneart som beskrevs av de Loriol 1885. Ophidiaster perrieri ingår i släktet Ophidiaster och familjen Ophidiasteridae. Inga underarter finns listade i Catalogue of Life.